# Dorota Wardęszkiewicz
Anna Dorota Wardęszkiewicz (ur. 23 listopada 1941 roku w Serocku)  – polska montażystka, współreżyserka filmów dokumentalnych. 

## Wykształcenie
Ukończyła Międzywydziałowe Studium Form Multimedialnych i Montażu w PWSFTViT w Łodzi (1980-83), w 2007 uzyskała dyplom magistra sztuki. 

## Praca zawodowa
Dorota Wardęszkiewicz przez wiele lat była związana z Wytwórnią Filmów Oświatowych w Łodzi. Zmontowała ponad 150 filmów dokumentalnych. W 2014 odznaczona Brązowym Medalem "Zasłużony Kulturze Gloria Artis", w tym wiele nagrodzonych. Dokumentem zajmuje się z wyboru, traktując go jako obszar pełniejszej wypowiedzi i twórczych aspiracji montażysty. Od 2000 roku jest wykładowcą Szkoły Filmowej w Łodzi na wydziale Montażu Filmowego.
W 2014 roku pełni funkcję eksperta Polskiego Instytutu Sztuki Filmowej.

## Wybrana filmografia
| - Ojciec i syn (2013) - współpraca montażowa z Przemysławem Chruścielewskim - Fuck For Forest (2012) - Koniec Rosji (2010) - Koniec lata (2010) - Chemia (2009) - Taka historia (1999) - Siostry (1999) - Linia "D" Kraków - Nowy Jork (1998) - Przyszłość złudzeń (1997) - Sławomir Mrożek przedstawia (1997) - Ślad (1996) - Sto lat w kinie (1995) - Artysta. Jerzy Kalina (1994) - Melancholia - portret Andrzeja Żuławskiego (1994) - Stan nieważkości (1994) - Mrówcza ścieżka (1993) - Simon Wiesenthal (1993) - Teatr Ósmego Dnia (1992) - Historia cyganki (1991) - Usłyszcie mój krzyk (1991) - Siedem dni tygodnia – Warszawa (1988) - Artysta (1986) - Pan Szperlik (1986) - Urząd (1986) - Szajbus. Film o Wojtku Wiszniewskim (1985) - Edukacja (1985) - Cudze dzieci (1984) - Góra (1983) - Historia żołnierza (1982) - Dokąd? (1980) - Dzwon (1980) - Michał (1979) - Brzuch (1979) - Sztygar na zagrodzie (1978) - Elementarz (1976) - Wanda Gościmińska. Włókniarka (1975) |  | - Wszystkie nieprzespane noce (2016) - Kratka (1997) - Rozmowa z człowiekiem z szafy (1993) |  |  |